# Кричунівська сільська рада
Кричу́нівська сільська́ ра́да — адміністративно-територіальна одиниця та орган місцевого самоврядування в Любашівському районі Одеської області. Адміністративний центр — село Кричунове.

## Загальні відомості
Кричунівська сільська рада утворена в 1918 році.
- Територія ради: 50,08 км²
- Населення ради: 816 осіб (станом на 2001 рік)
- Територією ради протікає річки Гедзилів Яр та Кричуновський Яр.

## Населені пункти
Сільській раді були підпорядковані населені пункти:
- с. Кричунове
- с. Адамівка

## Населення
Згідно з переписом УРСР 1989 року чисельність наявного населення сільської ради становила 993 особи, з яких 449 чоловіків та 544 жінки.
За переписом населення України 2001 року в сільській раді мешкало 815 осіб.

### Мова
Розподіл населення за рідною мовою за даними перепису 2001 року:
| Мова       | Відсоток |
| ---------- | -------- |
| українська | 95,59 %  |
| молдовська | 3,31 %   |
| російська  | 0,98 %   |
| вірменська | 0,12 %   |

## Склад ради
Рада складалася з 16 депутатів та голови.
- Голова ради: Маслова Світлана Демянівна
- Секретар ради: Трачук Галина Олександрівна

### Керівний склад попередніх скликань
| Прізвище, ім'я, по батькові | Основні відомості                                                               | Дата обрання | Дата звільнення |
| --------------------------- | ------------------------------------------------------------------------------- | ------------ | --------------- |
| Маслова Світлана Дем'янівна | Сільський голова, 1952 року народження, член Конгресу Українських Націоналістів | 26.03.2006   | 31.10.2010      |
| Маслова Світлана Демянівна  | Сільський голова, 1952 року народження, освіта вища, член Партії регіонів       | 31.10.2010   |                 |

Примітка: таблиця складена за даними сайту Верховної Ради України

### Депутати
За результатами місцевих виборів 2010 року депутатами ради стали:

#### За суб'єктами висування
| Суб'єкт висування                                       | Кількість обраних депутатів | %    |
| ------------------------------------------------------- | --------------------------- | ---- |
| Партія регіонів                                         | 12                          | 75   |
| Народна партія                                          | 3                           | 18,8 |
| Політична партія Всеукраїнське об'єднання «Батьківщина» | 1                           | 6,3  |

#### За округами
| № округу                                                | Прізвище, ім'я, по батькові     | Дата визнання обраним | Освіта             | Партійна приналежність                        | Відомості про обраного депутата                       |
| ------------------------------------------------------- | ------------------------------- | --------------------- | ------------------ | --------------------------------------------- | ----------------------------------------------------- |
| Народна Партія                                          |                                 |                       |                    |                                               |                                                       |
| 2                                                       | Жар Леся Всеволодівна           | 04.11.2010            | середня спеціальна | позапартійна                                  | тимчасово не працює                                   |
| 3                                                       | Грабовецький Сергій Григорович  | 04.11.2010            | середня спеціальна | позапартійний                                 | тимчасово не працює                                   |
| 5                                                       | Марчук Надія Вікторівна         | 04.11.2010            | середня спеціальна | позапартійна                                  | тимчасово не працює                                   |
| Партія регіонів                                         |                                 |                       |                    |                                               |                                                       |
| 1                                                       | Михайленко Володимир Андрійович | 04.11.2010            | середня спеціальна | член Партії регіонів                          | тимчасово не працює                                   |
| 4                                                       | Жар Володимир Васильович        | 04.11.2010            | середня спеціальна | член Партії регіонів                          | пенсіонер                                             |
| 6                                                       | Кучеренко Ірина Олексіївна      | 04.11.2010            | середня спеціальна | член Партії регіонів                          | Кричунівська сільська рада, землевпорядник            |
| 7                                                       | Шкрабак Людмила Віталіївна      | 04.11.2010            | вища               | член Партії регіонів                          | Кричунівська загальноосвітня школа І-ІІІ ст., вчитель |
| 9                                                       | Румянцева Альбіна Анатоліївна   | 04.11.2010            | середня спеціальна | член Партії регіонів                          | Кричунівська сільська рада, бухгалтер                 |
| 10                                                      | Вінтоняк Василина Ярославівна   | 04.11.2010            | середня спеціальна | член Партії регіонів                          | Кричунівська сільська рада, завідувачка ФАПом         |
| 11                                                      | Трачук Галина Олексіївна        | 04.11.2010            | вища               | член Партії регіонів                          | Кричунівська сільська рада, секретар                  |
| 12                                                      | Огороднюк Лілія Михайлівна      | 04.11.2010            | середня спеціальна | член Партії регіонів                          | тимчасово не працює                                   |
| 13                                                      | Гула Василь Іванович            | 04.11.2010            | середня спеціальна | член Партії регіонів                          | КП «Світоч-К», директор                               |
| 14                                                      | Румянцев Володимир Борисович    | 04.11.2010            | середня спеціальна | член Партії регіонів                          | Кричунівський сільський будинок культури, директор    |
| 15                                                      | Крушельницька Світлана Петрівна | 04.11.2010            | вища               | член Партії регіонів                          | приватний підприємець                                 |
| 16                                                      | Сакал Анатолій Харитонович      | 04.11.2010            | середня спеціальна | член Партії регіонів                          | фермерське господарство «Валерія», голова             |
| Політична партія Всеукраїнське об'єднання «Батьківщина» |                                 |                       |                    |                                               |                                                       |
| 8                                                       | Кушнір Сергій Миколайович       | 04.11.2010            | середня спеціальна | член Всеукраїнського об'єднання «Батьківщина» | тимчасово не працює                                   |